# 終極動員令：十面埋伏
《終極動員令：十面埋伏》（台湾又译作），是一款基于終極動員令的网络多人对战游戏。西木工作室1997年发行。
在游戏中，玩家操控一个来自于終極動員令游戏中的单位（包括GDI和Nod的所有单位，游戏中不能训练的特种兵也可以使用，当然基地车和空中单位等除外。此外还能控制包括暴龙（T-rex）、伶盗龙（raptor）等，在地图上探索，寻找各种箱子以增强自己的装甲、火力、速度、射程和射速以及恢复生命或是获得雷达科技、间谍卫星科技、隐形科技等，目的是尽可能地击败其他玩家。游戏中还有离子炮危险（Ion Danger）的设定，即玩家有可能被离子炮击中。还有些箱子内装的是核弹，碰到会引发爆炸。也就是说終極動員令中双方的终极武器也在这款游戏中登场。
但由于没有故事情节和只有单人训练模式以及使用的是終極動員令的老图像引擎，这款游戏以多人网络对战为主的游戏并没有太成功，也没有被收入2005年发行的終極動員令：十周年纪念版。